# Echitație la Jocurile Olimpice de vară din 2016
Probele sportive de echitație la Jocurile Olimpice de vară din 2016 s-au desfășurat în perioada 7–19 august 2016 la Centrul Național de Echitație din Deodoro, în Rio de Janeiro, Brazilia.

## Medaliați
| Categorie            | Aur | Argint | Bronz |
| Dresaj individual    | Charlotte Dujardin pe Valegro · Marea Britanie (GBR) | Isabell Werth pe Weihegold Old · Germania (GER)                                                                                                 | Kristina Bröring-Sprehe pe Desperados FRH · Germania (GER)                                                                                              |
| Dresaj pe echipe     | Germania (GER) · Sönke Rothenberger pe Cosmo · Dorothee Schneider pe Showtime FRH · Kristina Bröring-Sprehe pe Desperados FRH · Isabell Werth pe Weihegold Old             | Marea Britanie (GBR) · Spencer Wilton pe Super Nova II · Fiona Bigwood pe Orthilia · Carl Hester pe Nip Tuck · Charlotte Dujardin pe Valegro    | Statele Unite ale Americii (USA) · Allison Brock pe Rosevelt · Kasey Perry-Glass pe Dublet · Steffen Peters pe Legolas 92 · Laura Graves pe Verdades    |
| Întreceri individual | Michael Jung · pe Sam FBW (GER) | Astier Nicolas · pe Piaf de B'Neville (FRA) | Phillip Dutton · pe Mighty Nice (USA) |
| Întreceri pe echipe  | Franța (FRA) · Karim Laghouag pe Entebbe · Thibaut Vallette pe Qing du Briot · Mathieu Lemoine pe Bart L · Astier Nicolas pe Piaf de B'Neville                             | Germania (GER) · Julia Krajewski pe Samourai du Thot · Sandra Auffarth pe Opgun Louvo · Ingrid Klimke pe Hale-Bob Old · Michael Jung pe Sam FBW | Australia (AUS) · Shane Rose pe CP Qualified · Stuart Tinney pe Pluto Mio · Sam Griffiths pe Paulank Brockagh · Chris Burton pe Santano II              |
| Sărituri individual  | Nick Skelton pe Big Star · Marea Britanie (GBR) | Peder Fredricson pe All In · Suedia (SWE) | Eric Lamaze pe Fine Lady 5 · Canada (CAN) |
| Sărituri pe echipe   | Franța (FRA) · Philippe Rozier pe Rahotep de Toscane · Kevin Staut pe Rêveur de Hurtebise · Roger-Yves Bost pe Sydney une Prince · Pénélope Leprevost pe Flora de Mariposa | Statele Unite ale Americii (USA) · Kent Farrington pe Voyeur · Lucy Davis pe Barron · McLain Ward pe Azur · Elizabeth Madden pe Cortes'C'       | Germania (GER) · Christian Ahlmann pe Taloubet Z · Meredith Michaels-Beerbaum pe Fibonacci · Daniel Deusser pe First Class · Ludger Beerbaum pe Casello |

## Clasament pe medalii
| Loc   | Țară                       | Aur | Argint | Bronz | Total |
| ----- | -------------------------- | --- | ------ | ----- | ----- |
| 1     | Germania                   | 2   | 2      | 2     | 6     |
| 2     | Marea Britanie             | 2   | 1      | 0     | 3     |
| 2     | Franța                     | 2   | 1      | 0     | 3     |
| 4     | Statele Unite ale Americii | 0   | 1      | 2     | 3     |
| 5     | Suedia                     | 0   | 1      | 0     | 1     |
| 6     | Australia                  | 0   | 0      | 1     | 1     |
| 6     | Canada                     | 0   | 0      | 1     | 1     |
| Total | Total                      | 6   | 6      | 6     | 18    |